# Santa Elena (Jaén)
Santa Elena és un municipi de la comarca de Sierra Morena, a la província de Jaén. La part nord del seu terme municipal es troba dintre del Parc Natural de Despeñaperros, i la seva posició la converteix en el major punt de passada obligat en les comunicacions entre Andalusia i l'altiplà central, pel que rep l'àlies de Porta d'Andalusia. Pel seu terme discorren els rius Despeñaperros i Renegadero.

## Economia
Al contrari que la majoria de la província, l'economia santaelenera no se centra en l'agricultura ni en el monocultiu de l'olivera, ja que tot just un 1% de les seves terres estan dedicades a cultius. La majoria del seu terme municipal és foresta, sent predominants les activitats forestals i ramaderes, especialment el bestiar boví. A causa de l'intens trànsit suportat a la zona, amb la travessia de l'Autovia d'Andalusia, l'oferta hostelera i el desenvolupament del turisme s'han acrescut fins a adquirir certa importància en l'economia de la zona.

## Història
En temps dels Ibers es trobava en els voltants de Santa Elena uneixo dels seus grans centres de culte, el Santuari del Serral de los Jardines, en el qual van aparèixer una gran quantitat d'exvots ibèrics (petites estatuetes que s'oferien als déus). En la zona superior d'aquest assentament, sobre un altiplà, hi ha un ampli conjunt d'estructures que hagueren de formar un poblat tant en època ibèrica, com en la romana i medieval. El santuari és també conegut com a Cueva de los muñecos i va ser utilitzat pels romans per al culte religiós fins a finals del segle iv. De l'antic poblament del seu terme municipal són testimonis tant les innombrables pintures rupestres oposades, esquemàtiques i llevantines, com els abundants exvots ibèrics trobats sobretot en refugis excavats en les crestes quarsítiques de Despeñaperros com és el Serral de los Jardines, veritable santuari ibèric.
Atès que en els voltants de la localitat es va celebrar la batalla de les Navas de Tolosa, aquesta localitat n'està molt lligada, porta de la conquesta de les terres del sud pels cristians i on, en l'escenari de la lluita, va manar construir el rei Alfons VIII de Castella una ermita en honor de la Santa Creu, per a commemorar el triomf sobre els almohades. Encara que seria Carles III, per mitjà del seu intendent Olavide, qui prenent nom d'aquella església, va fundar una de les Noves Poblacions en l'any 1767, volent anomenar-laa Aranda del Presidente amb els colons agricultors de centreuropa, francesos, alemanys i flamencs, amb la intenció d'establir població i generar riquesa en els despoblats paratges de Sierra Morena i alhora assegurar el recent pas de Despeñaperros (Camí de Madrid a Cadis), a més d'altra sèrie d'utopies com la instal·lació i funcionament d'una societat rural model basada en nuclis urbans igualitaris i fundada en el treball de la terra com principal font de riquesa.